# Mussy-sur-Seine
Mussy-sur-Seine je naselje in občina v severnem francoskem departmaju Aube regije Šampanja-Ardeni. Leta 2007 je naselje imelo 1.107 prebivalcev.

## Geografija
Naselje leži v pokrajini Šampanji na levem bregu reke Sene ob meji z Burgundijo, 50 km jugovzhodno od središča departmaja Troyesa.

## Uprava
Mussy-sur-Seine je sedež istoimenskega kantona, v katerega so poleg njegove vključene še občine Celles-sur-Ource, Courteron, Gyé-sur-Seine, Neuville-sur-Seine, Plaines-Saint-Lange, Polisot in Polisy s 3.584 prebivalci.
Kanton je sestavni del okrožja Troyes.

## Zanimivosti
- cerkev Saint-Pierre ès Liens iz 13. stoletja, od 1840 francoski zgodovinski spomenik.